# Grafschaft Ziegenhain

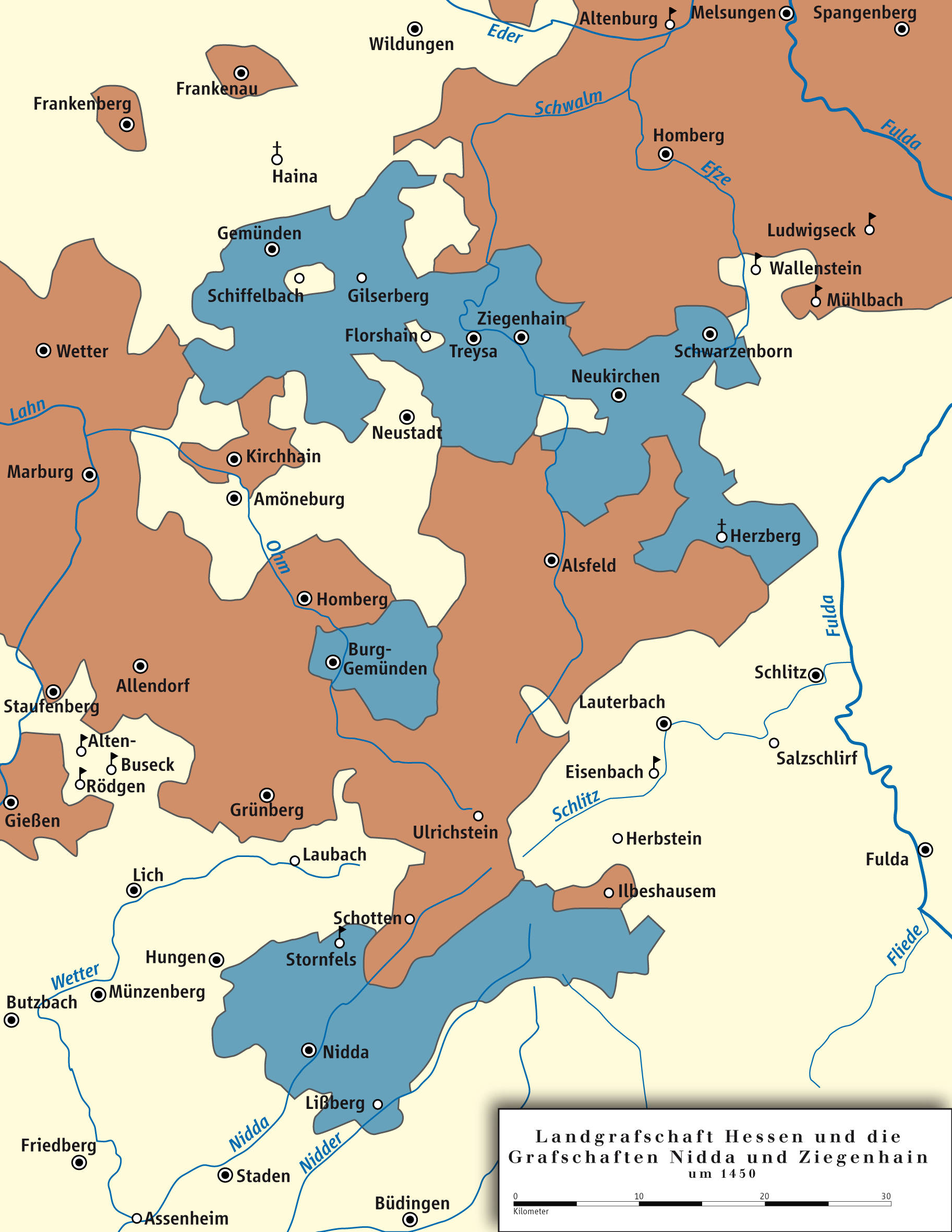
Die Landgrafschaft Hessen (braun) und die Grafschaften Ziegenhain und Nidda (blau) um 1450

Wappen der Grafen von Ziegenhain

Die Grafschaft Ziegenhain war ein Territorium des Heiligen Römischen Reiches, regiert von den Grafen von Ziegenhain.

## Geschichte
Die Grafen von Ziegenhain waren Nachkommen der schon im 9. Jahrhundert bezeugten Grafen Gozmar und deren im 11. Jahrhundert begründeten Zweiges der Grafen von Reichenbach. Sie bauten sich im 12. Jahrhundert auf der Grundlage einer Stiftsvogtei über das Kloster Fulda sowie von Allodbesitz, Reichsgut und Kurmainzer, Fuldaer und Hersfelder Lehen ein geschlossenes Herrschaftsgebiet zwischen Burgwald und Knüll auf, das Niederhessen fast völlig von Oberhessen trennte. Lediglich ein kleines Gebiet um die Burg Staufenberg bei Gießen blieb Exklave inmitten landgräflich thüringischen, später hessischen Gebiets. 
Sie nannten sich ab 1144 nach der von Gottfried I. erbauten Burg Ziegenhain, im heutigen Stadtteil Ziegenhain der Stadt Schwalmstadt, Grafen von Cigenhagen. Gelegentlich nannten sie sich von 1144 bis 1220 auch Grafen von Wegebach, einer erstmals 1144 urkundlich erwähnten und 1308 „villa“ genannten Siedlung etwa einen Kilometer nördlich von Ziegenhain, in der Gottfried I. zunächst residiert hatte und die etwa Ende des 15. Jahrhunderts zur Wüstung wurde.
Die Grafschaft erlitt erheblichen Gebietsverlust als Folge der Heirat im Jahre 1185 von Lukardis, Tochter des Grafen Gozmar III. von Ziegenhain, mit Friedrich, dem Sohn des Ludowinger Landgrafen Ludwig II. von Thüringen. Diese Heirat brachte den Ludowingern Erbansprüche auf Reichenbach, Wildungen, die Burg Keseberg, die Burg Staufenberg sowie Ziegenhain und Treysa. Gozmars Bruder und Nachfolger Rudolf II. wehrte sich zwar vehement gegen diese Ansprüche, seine Enkel und Nachfolger Gottfried IV. und Berthold I. mussten aber 1233 in einem mit Landgraf Konrad von Thüringen, dem damaligen Regenten des Ludowinger Hauses in Hessen, in Marburg ausgehandelten Vertrag auf Reichenbach, Wildungen, die Burg Hollende und die südwestliche Hälfte der Vogtei Keseberg verzichten. 
Andererseits erbte Graf Ludwig I. 1205 die Grafschaft Nidda am Nordrand der Wetterau, da er die Schwester des letzten Grafen von Nidda, Berthold II., der ohne männliche Erben gestorben war, geheiratet hatte.
1263 verzichtete Graf Ludwig von Ziegenhain zugunsten des Fürstbischofs von Speyer auf seine Rechte an der Burg Hornberg im Neckartal. 1279 gingen der größte Teil der Vogtei über das Kloster Fulda an das Kloster selbst und 1294 das Amt Neustadt östlich von Marburg an Kurmainz verloren. 
Von 1258 bis 1330 war die Grafschaft geteilt, nachdem die Söhne der zuvor zwar getrennt, aber doch gemeinsam regierenden Brüder Gottfried IV. und Berthold I. sich das Erbe ihrer Väter geteilt hatten. Gottfrieds IV. Sohn Ludwig II. und nach ihm sein Sohn Engelbert I. regierten die Grafschaft Nidda und kleinere Teile der Grafschaft Ziegenhain. Bertholds I. Sohn Gottfried V. erhielt den größten Teil der Grafschaft Ziegenhain, wo ihn sein Sohn Gottfried VI. beerbte. Im Jahre 1330 kam es zur erneuten Vereinigung beider Landesteile, da Johann I. von Ziegenhain, der Sohn Gottfrieds VI., im Jahre 1311 die Erbtochter Lukardis (Luitgart) des letzten Niddaer Grafen Engelbert I. aus dem Hause Ziegenhain geheiratet hatte.
1331 beteiligte sich Graf Johann I. auf Seiten der Bürger von Fulda an einer Erhebung gegen den Abt des Klosters Fulda. Da der Abt in der Auseinandersetzung siegte, musste Johann I. eine hohe Geldbuße zahlen. Er verzichtete schließlich 1344 auf alle verbliebenen Rechte aus der Vogtei über das Kloster für eine Ablösesumme von 7100 Pfund Heller, was 1346 rechtswirksam wurde. Allerdings behielten die Grafen von Ziegenhain das erbliche Amt des fuldischen Marschalls, zu dessen Aufgaben die Gerichtsbarkeit über die fuldische Ritterschaft, der Vorsitz auf Landtagen und das Aufgebot des Lehnsadels und der Ministerialen gehörten.

## Verhältnis zur Landgrafschaft Hessen
Die geographische Lage ihrer Grafschaft zwischen den beiden wichtigsten Teilen der Landgrafschaft Hessen – Oberhessen um Marburg und den Vogelsberg und Niederhessen im Raum Kassel, Homberg und Rotenburg – positionierte die Grafen von Ziegenhain in eine Konkurrenz- und Konfliktsituation mit der Landgrafschaft, die ein erhebliches Interesse daran hatte, ihre zwei größten Landesteile über das Gebiet der Ziegenhainer miteinander zu verbinden. Die Grafen von Ziegenhain waren daher häufig in kriegerische Auseinandersetzungen mit Hessen verwickelt. Höhepunkt der Feindseligkeiten war die Ziegenhainer Mitgliedschaft und die Führungsrolle des Grafen Gottfried VIII. im Sternerbund (1370–1381), einer gegen die Landgrafen von Hessen gerichteten Koalition von Grafen, Burgherren und Abteien, die allerdings letzten Endes gegen Landgraf Hermann II. von Hessen unterlag.
Die permanente Bedrohung durch die Landgrafschaft Hessen legte eine Koalition mit dem stärksten Gegner der Landgrafschaft, dem Erzbistum Mainz, nahe, mit dem Hessen vom 13. bis weit ins 15. Jahrhundert wegen beiderseitiger Hegemoniebestrebungen in Nord- und Mittelhessen im Konflikt lag. Nach den entscheidenden Siegen des Landgrafen Ludwig I. im Mainzisch-Hessischen Krieg über den Mainzer Feldherrn Gottfried von Leiningen in der Schlacht bei Fritzlar am 23. Juli 1427 und über Leiningen und Erzbischof Konrad III. in der Schlacht bei Fulda (10. August 1427) musste Graf Johann II. von Ziegenhain und Nidda 1437 seine Grafschaften von Hessen zu Lehen nehmen. Die Äbte von Fulda und Hersfeld willigten als Oberlehnsherren über Teile der Grafschaft Ziegenhain in den Vertrag ein.

## Erbfolgestreit

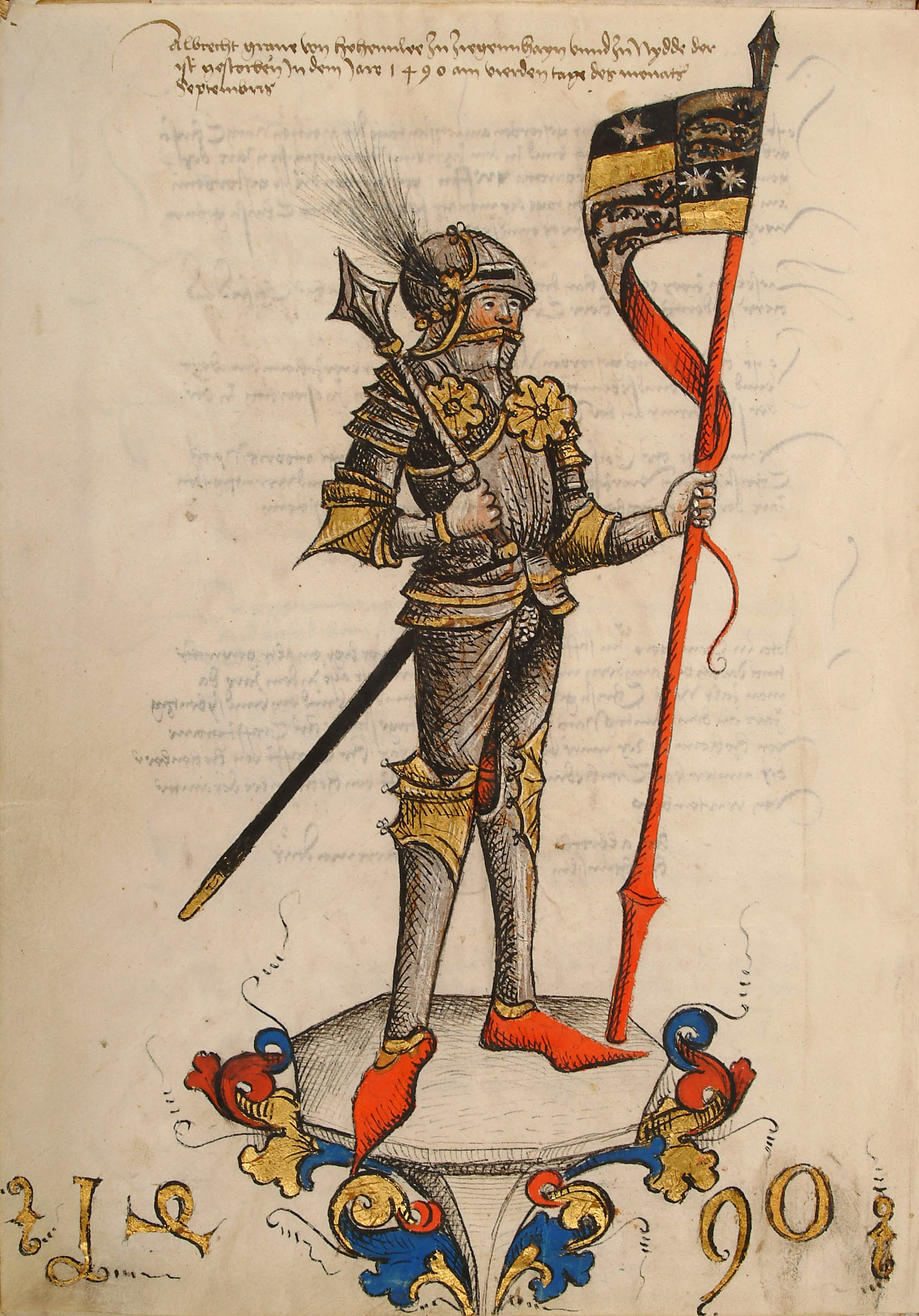
Albrecht von Hohenlohe, „Graf von Hohenlohe zu Ziegenhain und Nidda“ mit vermehrtem Wappen

Der letzte Graf von Ziegenhain, Johann II. („der Starke“), starb 1450 ohne männliche Erben, was zu einer langen und erbitterten Auseinandersetzung zwischen zwei potentiellen Rechtsnachfolgern führte:
- Landgraf Ludwig I. von Hessen erklärte die Grafschaft als hessisches Lehen für heimgefallen, nun zu Hessen gehörig;
- das Haus Hohenlohe machte dagegen Erbansprüche geltend, weil eine Enkelin des Grafen Gottfried VIII., Elisabeth von Hanau (ihre Mutter, Elisabeth von Ziegenhain, war mit Graf Ulrich V. von Hanau verheiratet), mit Albrecht I. von Hohenlohe-Weikersheim verheiratet war.

Den Brüdern Albrecht (II.) und Kraft (V.) von Hohenlohe-Weikersheim, Söhnen Albrechts I., gelang es zunächst, vom römisch-deutschen König Friedrich III. am 14. Mai 1450 mit den Ziegenhainer Reichslehen belehnt und gleichzeitig zu erblichen Reichsgrafen erhoben zu werden. Ludwig von Hessen ignorierte die Belehnung und besetzte die Grafschaft militärisch. Der Erbstreit dauerte bis 1495, führte zu kriegerischen und rechtlichen Auseinandersetzungen, und endete mit dem Sieg Hessens, allerdings erst nachdem Landgraf Wilhelm II. mit der Zahlung von 9000 Gulden die Hohenloher Ansprüche abgefunden hatte. Das Ziegenhainer Territorium, einschließlich der Grafschaft Nidda, blieb bei der Landgrafschaft. Seit dieser Zeit ist im Haus Hessen „Graf zu Ziegenhain, Graf zu Nidda“ ein Teil des Titels und wird bis heute geführt. Die Hohenloher behielten allerdings den begehrten Grafentitel, den sie durch die Belehnung mit der Ziegenhainer Grafschaft erst erlangt hatten, und führten den sechsstrahligen Ziegenhainer Stern weiterhin in ihrem Wappen.
In der Folgezeit gehörte die Grafschaft Ziegenhain während der vorübergehenden Teilung der Landgrafschaft Hessen von 1458 bis 1500 zunächst zu Oberhessen. Bei der endgültigen Teilung 1567 kam der überwiegende Teil an die Landgrafschaft Hessen-Kassel, während die Ämter Rauschenberg und Gemünden der Landgrafschaft Hessen-Marburg zugeordnet wurden. Im Hessenkrieg wurde das Gebiet der Grafschaft dann zunächst der Landgrafschaft Hessen-Darmstadt zugesprochen, ehe es am Ende komplett wieder an Hessen-Kassel ging. Dessen weiteres Schicksal teilte es bis zur Annexion durch Preußen nach dem Krieg von 1866.
Die Landgrafen, Kurfürsten und Großherzöge von Hessen führten schließlich als einen ihrer Nebentitel den Titel eines „Grafen von Ziegenhain“.

## Territorium
Die Grafschaft Ziegenhain bestand 1450 bei ihrem Übergang an die Landgrafschaft Hessen aus:
- Amt Ziegenhain
- Stadt Treysa
- Amt Neukirchen
- Amt Schwarzenborn
- Amt Schönstein
- Amt Rauschenberg
- Amt Gemünden
- Amt Staufenberg
- Amt Borken (zur Hälfte mit Hessen)
- Gericht Burg-Gemünden